# Lorena Llamas
Lorena Llamas García (Igualada, 25 de octubre de 1987) es una ciclista española que fue profesional entre agosto de 2016 y 2019. 

## Trayectoria
Pasó de ser una humilde corredora española a lograr destacar en 2016 gracias a la creación del equipo amateur Frigoríficos Costa Brava-Naturalium que aglutinó a diversas ciclistas afincadas en Cataluña para que estas pudiesen disputar con regularidad las carreras nacionales.
En esa temporada 2016 fue una de las revelaciones del calendario español logrando ser seleccionada con la Selección de España para varias carreras internacionales -mejor puesto 21.ª en La Classique Morbihan- y anteriormente además fue 19.ª en la Durango-Durango Emakumeen Saria con la Selección de Cataluña. Finalmente fue sexta en la Copa de España de Ciclismo, a pesar de tener que ayudar ocasionalmente a su compañera de equipo, que ganó, Anna Kiesenhofer (la otra gran revelación de la temporada en España).
Su proyección no pasó desapercibida para el equipo profesional del Bizkaia-Durango y la fichó desde agosto de 2016. Dicho fichaje fue polémico ya que no obtuvo permiso de su equipo amateur y fue denunciada por correr el Gran Premio Femenino de Plouay con el Bizkaia-Durango -donde le enganchó una aparatosa caída a pocos metros de la llegada- y fue vetada para las siguientes competiciones del año.
En 2018 se incorporó al recién creado Movistar Team. En agosto de 2019, tras la disputa de la Clásica San Sebastián, anunció su retirada. Días después reconoció que tuvo ofertas de otros equipos para continuar pero declaró que tenía decidido que su carrera como profesional terminaría en el conjunto telefónico.

## Palmarés
No consiguió victorias como profesional.

## Resultados en Grandes Vueltas y Campeonatos del Mundo
Durante su carrera deportiva consiguió los siguientes puestos en las Grandes Vueltas femeninas y en los Campeonatos del Mundo en carretera:
| Carrera         | Carrera         | 2016 | 2017 | 2018 | 2019 |
| --------------- | --------------- | ---- | ---- | ---- | ---- |
|                 | Giro de Italia  | —    | —    | 23.ª | —    |
|                 | Tour de l'Aude  | X    | X    | X    | X    |
|                 | Grande Boucle   | X    | X    | X    | X    |
| Mundial en Ruta | Mundial en Ruta | —    | —    | 57.ª | —    |

—: no participa

X: ediciones no celebradas

## Equipos
- Bizkaia-Durango (2016[9] -2017)
- Movistar Team (2018-2019)